# 太麻里鄉
太麻里鄉（排灣語：Tjavualji；阿美語：Tamali）位於臺灣臺東縣中南部，呈一南北狹長形狀，北以知本溪與臺東市、卑南鄉為界，南隔大竹溪與大武鄉相望，西連金峰、達仁兩鄉，東臨太平洋。全境介於中央山脈與太平洋之間，山多平原少，僅在知本溪、太麻里溪、金崙溪及大竹溪等河流之河口處有小型的沖積扇平原，聚落主要分布於沖積扇與台9線東側的小型臺地一帶地區。人口族群結構上有閩南人、客家人、外省人等漢族及排灣族、阿美族等臺灣原住民族，其中原住民以排灣族為主，地方通行語為排灣語與阿美語。
太麻里鄉的經濟產業以農業為主，從事農業人口約佔總就業人口六成以上，並有釋迦、金針、高山茶、洛神花茶、荖葉、荖花等農作物，當中以釋迦、高山茶「太峰茶」較為知名，釋迦的出名使其有「釋迦王國」之稱。隨著2000年舉辦的「千禧年迎屬光」活動促使太麻里鄉名聞遐邇，獲得了「日升之鄉」的美譽。

## 歷史
太麻里源於排灣語  ，意指「太陽照耀的肥沃土地」，清代文獻中譯為大貓狸或大麻里。1920年，臺灣總督府定名為「太麻里」，後於1937年改為「太麻里庄」，劃歸臺東廳臺東郡管理。二次大戰後改設臺東縣太麻里鄉一直至今。

## 人口
根據臺東縣太麻里戶政事務所統計，2024年底太麻里鄉戶數約4.9千戶，人口約1.1萬人，鄉內人口最多與最少的村分別是金崙村和三和村，2024年底兩村人口分別為2,020人與598人。該鄉人口族群分布主要以閩南人、客家人、外省人等漢族為最多，約佔總人口的三分之二，其餘三分之一為阿美族、排灣族等臺灣原住民族，當中太麻里鄉的排灣族屬巴卡羅群，即東部排灣群，尤其大王部落之服飾及文化深受鄰近的卑南族及阿美族影響。太麻里鄉原住民人口分布主要在大王村、北里村、香蘭村、金崙村、多良村及德其里部落，其中排灣族主要居住於大王村、金崙村、多良村及新香蘭部落，阿美族則居住在荒野、舊香蘭及德其里等部落。

## 政治

### 歷任首長
| 任次 | 姓名   | 備註 |
| ---- | ------ | ---- |
| 1    | 陳埤   |      |
| 2    | 李世雄 |      |
| 3    | 郭福杉 |      |
| 4    | 郭福杉 |      |
| 5    | 羅義雄 |      |
| 6    | 羅義雄 |      |
| 6    | 湯春森 | 補選 |
| 7    | 湯春森 |      |
| 8    | 劉德來 |      |
| 9    | 劉德來 |      |
| 10   | 李錦上 |      |
| 11   | 程聰明 |      |
| 12   | 王樹木 |      |
| 13   | 王樹木 |      |
| 14   | 陳進福 |      |
| 15   | 陳進福 |      |
| 16   | 程正俊 |      |
| 17   | 程正俊 |      |
| 18   | 王重仁 |      |
| 19   | 王重仁 | 現任 |

### 鄉政組織
太麻里鄉公所是太麻里鄉最高層級的地方行政機關，在中華民國政府架構中為鄉自治的行政機關，同時負責執行縣政府及中央機關委辦事項，太麻里鄉的自治監督機關為臺東縣政府。鄉長由全體鄉民直接選舉產生，任期為四年，可連選連任一次。太麻里鄉公所並置鄉政會議，為鄉政最高決策機構，在鄉長之下，設有5課3室等8個內部單位及3個附屬機關。
太麻里鄉民代表會是太麻里鄉的最高民意機關，代表太麻里鄉全體鄉民立法和監察鄉政。鄉民代表由公民直選選出，任期為四年，可連選連任。太麻里鄉民代表會共有11位鄉民代表，分別為第一選區3席鄉民代表、第二選區3席鄉民代表、第三選區2席平地原住民鄉民代表、第四選區3席平地原住民鄉民代表，主席、副主席由11位鄉民代表互選產生。

### 行政區劃[11]
| - 美和村： - 荒野部落（Anasola / Kanasor，卡那索樂）：阿美族 - 美和 - 三和村： - 三和 - 華源村： - 華源 - 北里村： - 魯巴卡茲部落（Lupakatj，羅打結、北太麻里） - 大王、泰和村： - 拉加崙部落（Liyagaleng，鴨子蘭、西太麻里）：1941年併入太麻里。 - 利里武部落（Ljiljiv） - 加拉班部落（Qaljapang） - 德其里部落（Takiljis） - 太麻里部落（Tjavualji） | - 香蘭村： - 拉勞蘭部落（Lalauran，新香蘭） - 沙薩拉克部落（Sasaljak）：阿美族 - 舊香蘭 - 金崙村： - 大武窟部落（Davugele，南太麻里） - 金崙部落（Kanadun，虷子崙） - 吉拉龍噯部落（Cilalugai）：阿美族 - 溫泉部落（Padrangidrangi） - 多良村： - 多多良部落（Djaljudjaljum，打臘打蘭） - 查拉密部落（Calavi，瀧）：已荒廢。 - 給陵部落（Kiring） - 喳其格勒部落（Tjatjigel，大得吉、大溪） |

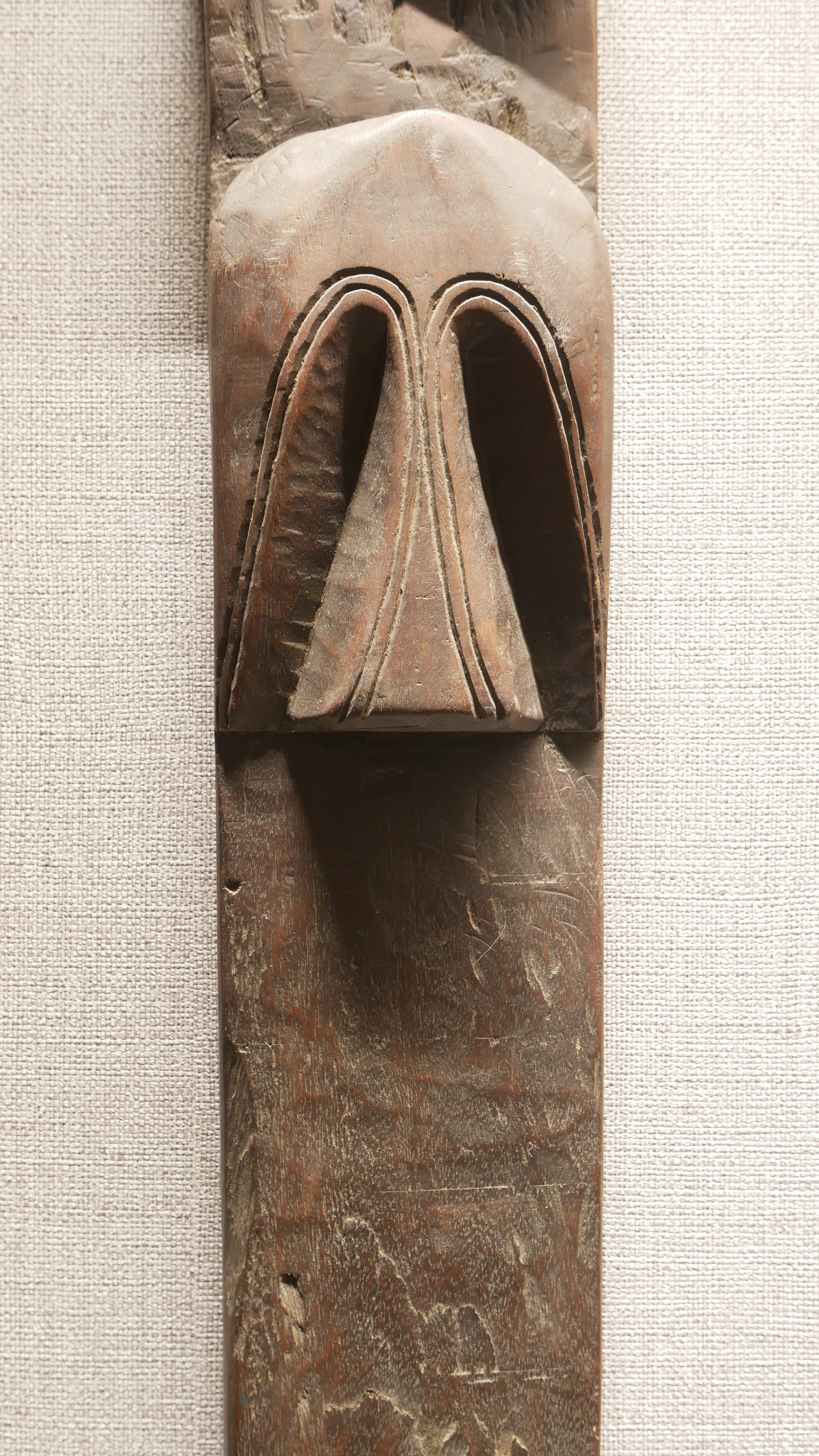
木雕柱

| 太麻里鄉行政區劃                                                   |
| 美和村 三和村 華源村 北里村 泰 和 村 大 王 村 香蘭村 金崙村 多良村 |

## 教育

### 國民中學
- 臺東縣立大王國民中學
- 臺東縣立賓茂國民中學

### 國民小學
- 臺東縣太麻里鄉大王國民小學
- 臺東縣太麻里鄉三和國民小學
- 臺東縣太麻里鄉大溪國民小學
- 臺東縣太麻里鄉香蘭國民小學
- 臺東縣太麻里鄉美和國民小學

### 幼稚園
- 大王國小附設幼稚園
- 太麻里鄉立幼兒園

## 交通

### 鐵路
臺灣鐵路公司
- 南迴線
  - 三和車站（已廢止）
  - 太麻里車站
  - 香蘭車站（已廢止）
  - 金崙車站
  - 多良車站（已廢止）
  - 瀧溪車站

### 公路
- 台9線（南迴公路）
- 台11線（東部濱海公路）

## 旅遊

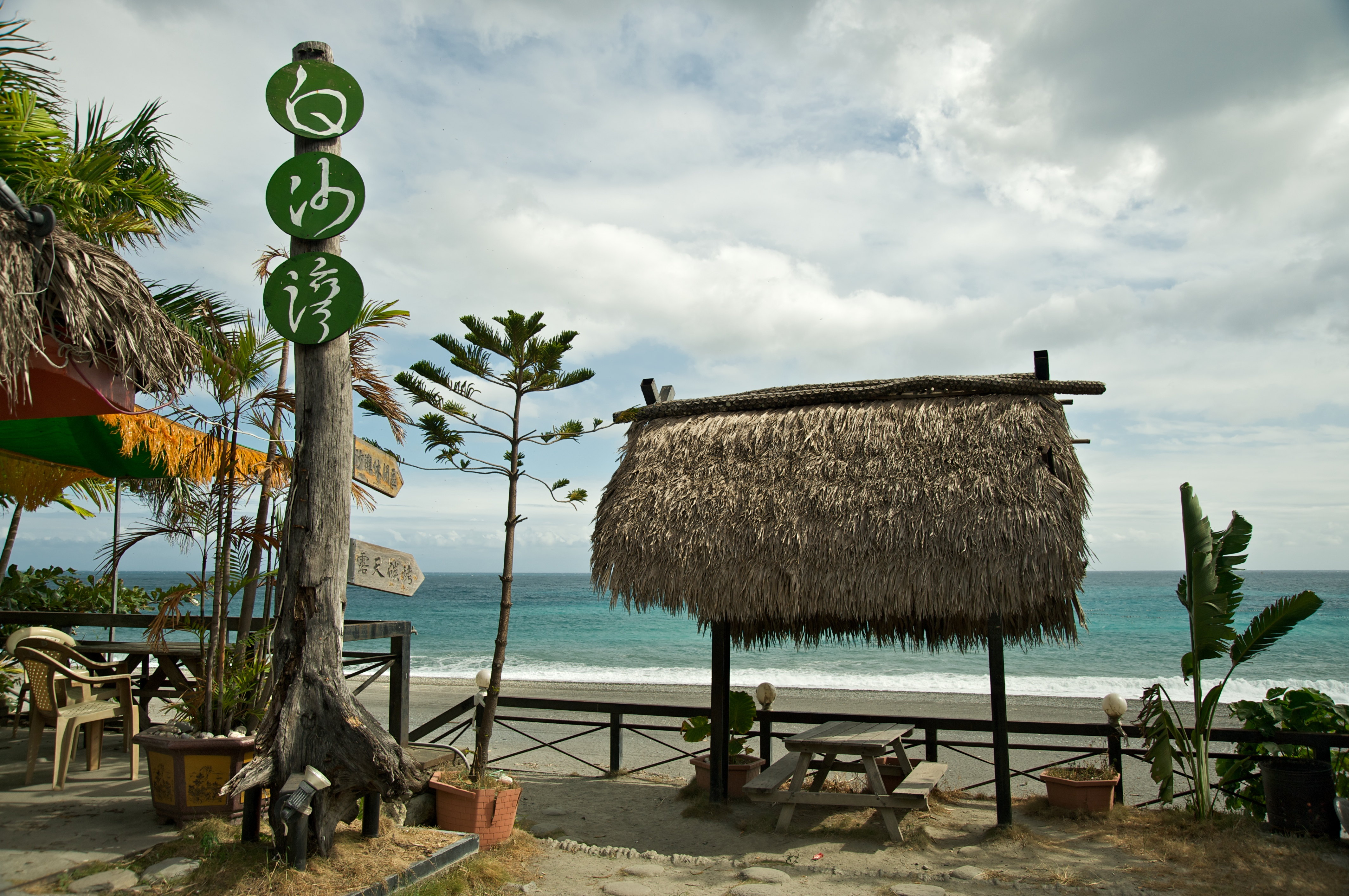
白沙灣

- 大王部落各社小米收穫祭
- 大王部落聯合豐年祭
- 金崙溫泉風景區
- 金針山
- 台灣山地人祖先發祥地碑
- 三和海濱公園
- 千禧曙光紀念園區
- 大馬力森林探險基地
- 多良車站
- 櫻木平交道
- 香蘭福農宮
- 燈海
- 全地形沙灘車

## 特產
- 金針
- 洛神花
- 枇杷
- 釋迦
- 波羅蜜
- 茶葉
- 火龍果
- 荖葉
- 荖花
- 紅藜
- 咖啡
- 大麻

## 外部連結
- 臺東縣太麻里鄉公所官網（页面存档备份，存于）